# Mehmet Yağmur
Mehmet Yağmur (Esmirna), 17 de maio de 1990) é um basquetebolista profissional turco que atualmente defende o Galatasaray na Liga Turca.